# 江原線
江原線（カンウォンせん）は、朝鮮民主主義人民共和国咸鏡南道高原郡にある高原駅から江原道平康郡にある平康駅までを結ぶ鉄道路線である。路線名は道名から取られている。

## 概要
日本統治時代、京元線（京城府（現・ソウル）龍山駅 - 元山駅）と呼ばれていた路線のうち、軍事境界線を挟んで南北に分断され、北側に帰属するようになった区間と、同様に咸鏡線（元山駅 - 清津駅 - 会寧駅）とされていた路線のうち、平羅線（平壌駅 - 清津駅 - 羅先駅）と咸北線（清津駅 - 会寧駅 - 南陽駅 - 洪儀駅 - 羅先駅）に編入されなかった区間を、北朝鮮国鉄が総称して呼ぶようになったものである。
太平洋戦争末期の1944年、京元線の福渓駅 - 高山駅間は輸送力増強のため、朝鮮における国鉄（朝鮮総督府管轄）路線では初の電化区間（直流3000 V）とされた。なお、このとき投入されたデロイ形電気機関車は、第二次世界大戦・朝鮮戦争を経て該当区間が北朝鮮に帰属した後も継続して使用され、更にはこの電化方式を継承して北朝鮮の鉄道路線の約8割が電化された。江原線も現在では全線電化となっている。元山市区間の変更によって元山駅は現在位置に移転され、路線距離は朝鮮戦争以前より短くなった。

## 運行概要
北朝鮮の鉄道全般に言えることであるが、昨今では資源不足と老朽化のため、列車の速度・本数が著しく低下し、停電による立ち往生もしばしば起こっている。
2002年当時は、平壌～平康間に平羅線経由で夜行の急行列車が、大同江～平康間に平徳線・平羅線経由で昼行の準急行列車が1往復ずつ設定されていた。

## 駅一覧
| 駅名                | 駅名                | 駅名                    | 駅間キロ (km) | 高原 からの 累計キロ (km) | 元山 からの 累計キロ (km) | 接続路線                   | 所在地          | 所在地          |
| 日本語              | 朝鮮語              | 英語                    | 駅間キロ (km) | 高原 からの 累計キロ (km) | 元山 からの 累計キロ (km) | 接続路線                   | 所在地          | 所在地          |
| ------------------- | ------------------- | ----------------------- | ------------- | ------------------------- | ------------------------- | -------------------------- | --------------- | --------------- |
| 高原駅              | 고원역              | Kowŏn                   | 0.0           | 0.0                       | 42.0                      | 北朝鮮鉄道省：平羅線       | 咸鏡南道 高原郡 | 咸鏡南道 高原郡 |
| 前灘駅              | 전탄역              | Chŏnt'an                | 7.5           | 7.5                       | 34.5                      |                            | 咸鏡南道 高原郡 | 咸鏡南道 高原郡 |
| 龍潭駅              | 룡담역              | Ryongdam                | 4.6           | 12.1                      | 29.9                      | 北朝鮮鉄道省：川内線       | 江原道          | 川内郡          |
| 玉坪駅 (文川駅)     | 옥평역 (문천역)     | Okp'yŏng (Munchon)      | 9.9           | 22.0                      | 20.0                      | 北朝鮮鉄道省：文川港線     | 江原道          | 文川市          |
| 文川駅 (文坪駅)     | 문천역 (문평역)     | Munch'ŏn (Munpyong)     | 7.4           | 29.4                      | 12.6                      |                            | 江原道          | 文川市          |
| セギル駅 (徳源駅)   | 세길역 (덕원역)     | Segil (Tŏkwŏn)          | 7.1           | 36.5                      | 5.5                       | 北朝鮮鉄道省：松涛園線     | 江原道          | 元山市          |
| 元山駅              | 원산역              | Wŏnsan                  | 5.5           | 42.0                      | 0.0                       |                            | 江原道          | 元山市          |
| 元山駅              | 원산역              | Wŏnsan                  | 5.5           | 42.0                      | 龍山から 223.7            |                            | 江原道          | 元山市          |
| 葛麻駅              | 갈마역              | Kalma                   | 4.1           | 46.1                      | 219.6                     | 北朝鮮鉄道省：元山港線     | 江原道          | 元山市          |
| 培花駅              | 배화역              | Paehwa                  | 6.7           | 52.8                      | 212.9                     |                            | 江原道          | 安辺郡          |
| 安辺駅              | 안변역              | Anbyŏn                  | 4.9           | 57.7                      | 208.0                     | 北朝鮮鉄道省：金剛山青年線 | 江原道          | 安辺郡          |
| 南山駅              | 남산역              | Namsan                  | 6.4           | 64.1                      | 201.6                     |                            | 江原道          | 高山郡          |
| 光明駅 (釈王寺駅)   | 광명역 (석왕사역)   | Kwangmyŏng (Sogwangsa)  | 9.4           | 73.5                      | 192.2                     |                            | 江原道          | 高山郡          |
| 龍池院駅            | 룡지원역            | Ryongjiwŏn              | 8.1           | 81.6                      | 184.1                     |                            | 江原道          | 高山郡          |
| 高山駅              | 고산역              | Kosan                   | 6.5           | 88.1                      | 177.6                     |                            | 江原道          | 高山郡          |
| 董家里駅            | 동가리역            | Tongga-ri               | 9.3           | 97.4                      | 168.3                     |                            | 江原道          | 高山郡          |
| 落川駅 (三防駅)     | 락천역 (삼방역)     | Rakch'ŏn (Sambang)      | 5.1           | 102.5                     | 163.2                     |                            | 江原道          | 洗浦郡          |
| 三防駅 (三防峡駅)   | 삼방역 (삼방협역)   | Sambang (Sambanghyop)   | 3.9           | 106.4                     | 159.3                     |                            | 江原道          | 洗浦郡          |
| 洗浦青年駅 (洗浦駅) | 세포청년역 (세포역) | Sep'o Ch'ŏngnyŏn (Sepo) | 7.7           | 114.1                     | 151.6                     | 北朝鮮鉄道省：青年伊川線   | 江原道          | 洗浦郡          |
| 城山駅              | 성산역              | Sŏngsan                 | 7.2           | 121.3                     | 144.4                     |                            | 江原道          | 洗浦郡          |
| 剣払浪駅            | 검불랑역            | Kŏmbullang              | 5.0           | 126.3                     | 139.4                     |                            | 江原道          | 洗浦郡          |
| 梨木駅              | 리목역              | Rimok                   | 4.8           | 131.1                     | 134.6                     |                            | 江原道          | 洗浦郡          |
| 福渓駅              | 복계역              | Pokkye                  | 10.9          | 142.0                     | 123.7                     |                            | 江原道          | 平康郡          |
| 平康駅              | 평강역              | P'yŏnggang              | 3.8           | 145.8                     | 119.9                     |                            | 江原道          | 平康郡          |

### 廃駅
- 佳谷駅(가곡역) - 平康駅と京元線新炭里駅との間に存在した。廃止当時は江原道平康郡に位置していた。（高原起点152.6km）
- 月井里駅(월정리역) - 平康駅と京元線新炭里駅との間に存在した。廃止当時は江原道鉄原郡に位置していた。（高原起点162.6km）

## 参考資料
1. ↑  元山市区間の移設により実際の距離は約145 km。
2. ↑  “元山”.   百年の鉄道旅行. 2015年5月28日時点のオリジナルよりアーカイブ。2024年12月16日閲覧。

- 国分隼人（2007年）. 『将軍様の鉄道 北朝鮮鉄道事情』, 新潮社. ISBN 9784103037316
- 鉄道省 編, 『鉄道停車場一覧. 昭和12年10月1日現在』,  川口印刷所出版部, 1937, p495〜496, 498